# När larmklockan ljuder
När larmklockan ljuder är en svensk kort dramafilm från 1913 i regi av Mauritz Stiller. 

## Om filmen
Filmen premiärvisades 17 april 1913 på biograf Biorama i Malmö. Den spelades in i Sollefteå med omgivningar av Julius Jaenzon. Som statister medverkade officerare och manskap från Kungl. Västernorrlands regemente (I28) i Sollefteå samt airedaleterriern Tell från arméns krigshundskola.

## Rollista (i urval)
- Gustaf Humble – Munell, löjtnant
- Lilly Jacobsson – Hans hustru
- Ulla Fischerström – Deras dotter